# 塔赫廷
塔赫廷（德語：Tacherting）是德国巴伐利亚州的一个市镇。总面积50.24平方公里，总人口5472人，其中男性2718人，女性2754人（2011年12月31日），人口密度109人/平方公里。